# Tschechoslowakische Basketballnationalmannschaft
Die tschechoslowakische Basketballnationalmannschaft der Herren repräsentierte die Tschechoslowakei bei internationalen Basketball-Länderspielen von 1935 bis zur Auflösung des Staates 1993. Sie gehörte zu den erfolgreichsten europäischen Nationalmannschaften hinter den ebenfalls aufgelösten Basketballnationalmannschaften der Sowjetunion und Jugoslawiens. Obwohl in europäischen Endrunden regelmäßig unter den Medaillengewinnern vertreten und bei der EM-Endrunde 1946 Europameister, erreichte sie nie in einer globalen Endrunde eine Medaille. Die beste Platzierung war ein fünfter Platz bei den Olympischen Spielen 1960.

## Medaillengewinner und Olympiateilnehmer
- EM 1935 (. Platz): Jiří Čtyřoký, Jan Feřtek, Josef Franc, Josef Klíma, Josef Moc, František Picek, Václav Voves
- Olympia 1936 (9. Platz): Jiří Čtyřoký, Josef Klíma, František Picek, Josef Moc, František Hájek, Ludvík Dvořáček, Alois Dvořáček, Vítězslav Hloušek, Karel Kuhn, Ladislav Prokop, Ladislav Trpkoš, Hubert Prokop
- EM 1946 (. Platz): Ivan Mrázek, Gustav Hermann, Miloš Bobocký, Jiří Drvota, Josef Ezr, Jan Hluchý, Josef Křepela, Pavel Nerad, Ladislav Šimáček, František Stibitz, Josef Toms, Ladislav Trpkoš, Emil Velenský, Miroslav Vondráček (Trainer: František Hájek)
- EM 1947 (. Platz): Ivan Mrázek, Gustav Hermann, Miloš Bobocký, Jiří Drvota, Josef Ezr, Jan Kozák, Karel Bělohradský, Miroslav Dostál, Milan Fraňa, Václav Krása, Josef Toms, Ladislav Trpkoš, Emil Velenský, Miroslav Vondráček (Trainer: Josef Fleischlinger)
- Olympia 1948 (7. Platz): Ivan Mrázek, Jiří Drvota, Josef Ezr, Jan Kozák, Karel Bělohradský, Cyril Benáček, Jiří Chlup, Václav Krása, Josef Toms, Ladislav Trpkoš, Zoltán Krenický, Josef Křepela, Jiří Siegel (Trainer: Josef Fleischlinger)
- EM 1951 (. Platz): Ivan Mrázek, Jiří Baumruk, Zdeněk Bobrovský, Miroslav Škeřík, Jaroslav Šíp, Jan Kozák, Miroslav Baumruk, Jiří Matoušek, Miloš Nebuchla, Arnošt Novák, Karel Sobota, Zdeněk Rylich, Stanislav Vykydal, Justin Zemaník (Trainer: Josef Andrle)
- Olympia 1952 (10. Platz): Ivan Mrázek, Jiří Baumruk, Zdeněk Bobrovský, Miroslav Škeřík, Jaroslav Šíp, Jan Kozák, Miroslav Baumruk, Josef Ezr, Eugen Horniak, Miroslav Kódl, Luboš Kolář, Jaroslav Tětiva, Jiří Matoušek, Zdeněk Rylich (Trainer: Josef Fleischlinger)
- EM 1955 (. Platz): Ivan Mrázek, Jiří Baumruk, Zdeněk Bobrovský, Miroslav Škeřík, Jaroslav Šíp, Jan Kozák, Radoslav Šíp, Dusan Lukasík, Eugen Horniak, Milan Merkl, Luboš Kolář, Jaroslav Tětiva, Jiří Matoušek, Zdeněk Rylich (Trainer: Josef Fleischlinger)
- EM 1957 (. Platz): Jiří Baumruk, Zdeněk Bobrovský, Miroslav Škeřík, Jaroslav Šíp, Dusan Lukasík, Milan Merkl, Luboš Kolář, Jaroslav Tětiva, Jiří Tětiva, Zdeněk Rylich, Nikolaj Ordnung, Jaroslav Chocholáč (Trainer: Gustav Hermann)
- EM 1959 (. Platz): Jiří Baumruk, František Konvička, Miroslav Škeřík, Jaroslav Šíp, Boris Lukasík, Dusan Lukasík, Bohumil Tomášek, Jaroslav Křivý, Jaroslav Tětiva, Jiří Šťastný, Zdeněk Rylich, Bohuslav Rylich (Trainer: Gustav Hermann)
- Olympia 1960 (5. Platz): Jiří Baumruk, Zdeněk Bobrovský, Jindřich Kinský, Zdeněk Konečný, František Konvička, Boris Lukasík, Dusan Lukasík, Vladimír Pištělák, Bohuslav Rylich, Jiří Šťastný, Jiří Tětiva, Bohumil Tomášek (Trainer: Ivan Mrázek)
- EM 1967 (. Platz): Jiří Ammer, Jan Bobrovský, Karel Baroch, František Konvička, Jiří Marek, Robert Mifka, Celestýn Mrázek, Vladimír Pištělák, Jiří Růžička, Jiří Šťastný, Bohumil Tomášek, Jiří Zedníček (MVP), Jiří Zídek Sr. (Trainer: Vladimír Heger)
- EM 1969 (. Platz): Jiří Ammer, Jan Bobrovský, Karel Baroch, František Konvička, Jiří Konopásek, Robert Mifka, Petr Novický, Vladimír Pištělák, Jiří Růžička, Jan Blažek, Jiří Zedníček, Jiří Zídek Sr. (Trainer: Nikolaj Ordnung)
- Olympia 1972 (8. Platz): Jiří Balaštík, Jan Bobrovský, Kamil Brabenec, Zdeněk Douša, Zdeněk Kos, Jiří Konopásek, Petr Novický, Jiří Pospíšil, Jiří Růžička,  Jiří Zedníček, Jan Blažek, Jiří Zídek Sr. (Trainer: Vladimír Heger)
- Olympia 1976 (6. Platz): Kamil Brabenec, Zdeněk Douša, Gustáv Hraška, Jaroslav Kantůrek, Zdeněk Kos, Jiří Konopásek, Stanislav Kropilák, Petr Novický, Jiří Pospíšil, Vladimír Padrta, Vojtěch Petr, Vladimír Ptáček, Justin Sedlák (Trainer: Vladimír Heger)
- EM 1977 (. Platz): Kamil Brabenec, Zdeněk Douša, Gustáv Hraška, Vlastibor Klimeš, Zdeněk Kos, Jiří Konopásek, Stanislav Kropilák, Josef Nečas, Jiří Pospíšil, Vojtěch Petr, Vladimír Ptáček, Pavol Bojanovský (Trainer: Pavel Petera)
- Olympia 1980 (9. Platz): Kamil Brabenec, Zdeněk Douša, Gustáv Hraška, Vlastibor Klimeš, Zdeněk Kos, Vlastimil Havlík, Stanislav Kropilák, Pavol Bojanovský, Jiří Pospíšil, Peter Rajniak, Jaroslav Skála, Dušan Žáček (Trainer: Pavel Petera)
- EM 1981 (. Platz): Kamil Brabenec, Zdeněk Böhm, Gustáv Hraška, Vlastibor Klimeš, Zdeněk Kos, Vlastimil Havlík, Stanislav Kropilák, Vojtěch Petr, Peter Rajniak, Jaroslav Skála, Justin Sedlák, Juraj Žuffa (Trainer: Pavel Petera)
- EM 1985 (. Platz): Kamil Brabenec, Zdeněk Böhm, Vlastimil Havlík, Leos Krejčí, Stanislav Kropilák, Otto Matičky, Jiří Okáč, Peter Rajniak, Jaroslav Skála, Juraj Žuffa, Igor Vraniak, Vladimír Vyoral (Trainer: Pavel Petera)

## Abschneiden bei internationalen Turnieren

### Olympische Sommerspiele
| - 1936 – 9. Platz - 1948 – 7. Platz - 1952 – 10. Platz - 1956 – nicht qualifiziert - 1960 – 5. Platz | - 1964 – nicht qualifiziert - 1968 – nicht qualifiziert - 1972 – 8. Platz - 1976 – 6. Platz - 1980 – 9. Platz | - 1984 – nicht qualifiziert - 1988 – nicht qualifiziert - 1992 – nicht qualifiziert |

### Weltmeisterschaften
| - 1950 – nicht qualifiziert - 1954 – nicht qualifiziert - 1959 – nicht qualifiziert - 1963 – nicht qualifiziert | - 1967 – nicht qualifiziert - 1970 – 6. Platz - 1974 – 10. Platz - 1978 – 9. Platz | - 1982 – 10. Platz - 1986 – nicht qualifiziert - 1990 – nicht qualifiziert |

### Europameisterschafts-Endrunden
| - 1935 – . Platz - 1937 – 7. Platz - 1939 – nicht teilgenommen - 1946 – . Platz - 1947 – . Platz - 1949 – nicht teilgenommen - 1951 – . Platz - 1953 – 4. Platz - 1955 – . Platz | - 1957 – . Platz - 1959 – . Platz - 1961 – 5. Platz - 1963 – 10. Platz - 1965 – 7. Platz - 1967 – . Platz - 1969 – . Platz - 1971 – 5. Platz - 1973 – 4. Platz | - 1975 – 6. Platz - 1977 – . Platz - 1979 – 4. Platz - 1981 – . Platz - 1983 – 10. Platz - 1985 – . Platz - 1987 – 8. Platz - 1989 – nicht qualifiziert - 1991 – 6. Platz |